# Crème fraîche fluide d'Alsace
Pour les articles homonymes, voir Crème.
Crème fraîche fluide d'Alsace est la dénomination d'une crème fraîche fluide pasteurisée industrielle transformée exclusivement par la Laiterie coopérative alsacienne Alsace Lait.

## Description et méthode d'obtention
Cette crème fraîche est obtenue en introduisant les laits crus mélangés des agriculteurs coopérateurs référencés dans une écrémeuse. La transformation obtenue est de couleur blanche, douce et fluide à la sortie de l'appareil. Cet état physique est maintenu par une pasteurisation mise en œuvre dans les 24 heures maximum suivant l'écrémage et d'un stockage à 4 °C. Elle est exempte de tout ensemencement et de maturation.

## Utilisation
La crème fraîche fluide d'Alsace se prête particulièrement bien au foisonnement pour l'obtention de crème fouettée ou de crème chantilly.